# Sant’Isepo
Koordinaten: 45° 25′ 50,1″ N, 12° 21′ 26,7″ O

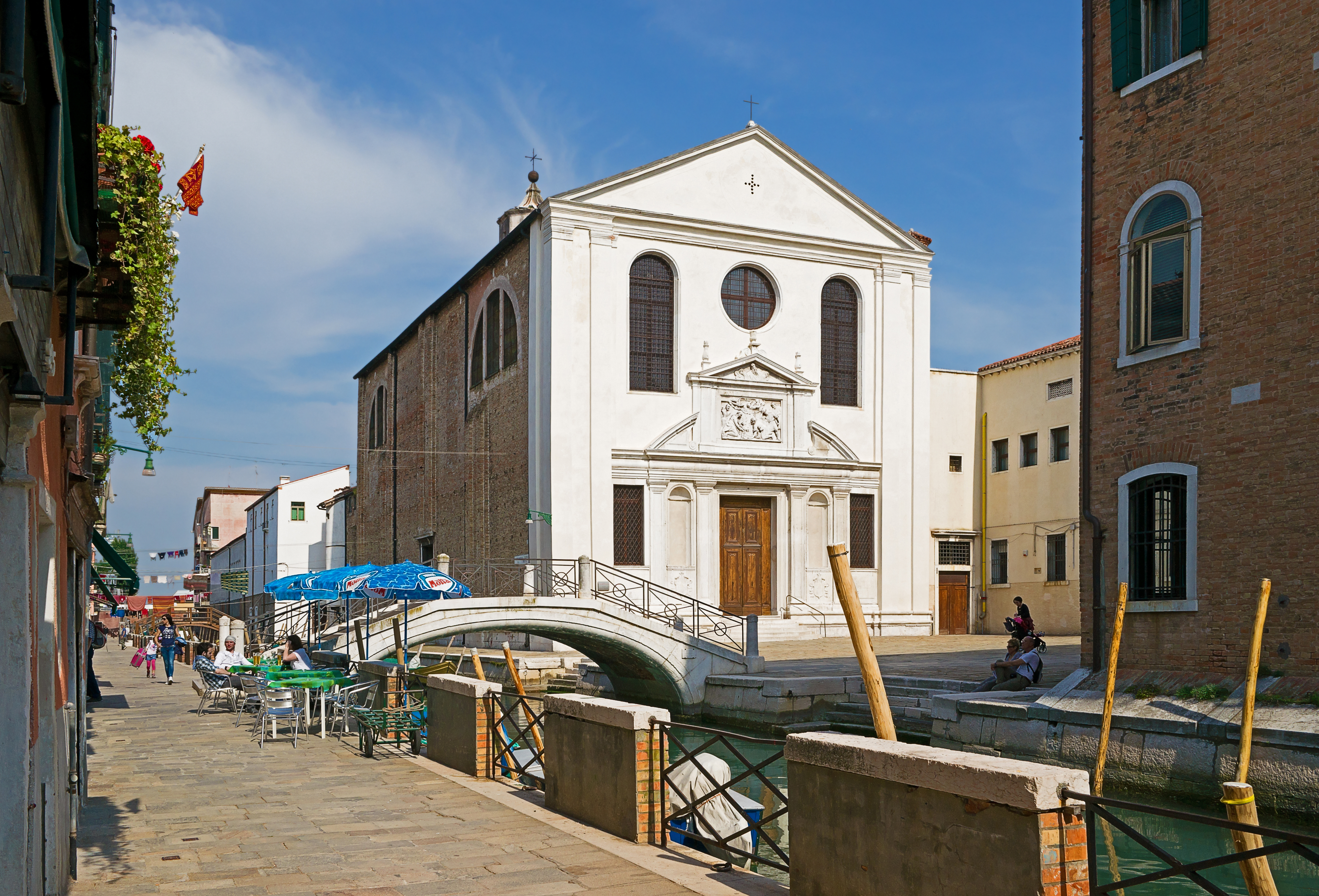
Die Chiesa di Sant’Isepo am Campo Sant’Isepo von den gleichnamigen Fondamenta aus gesehen, fotografiert 2012

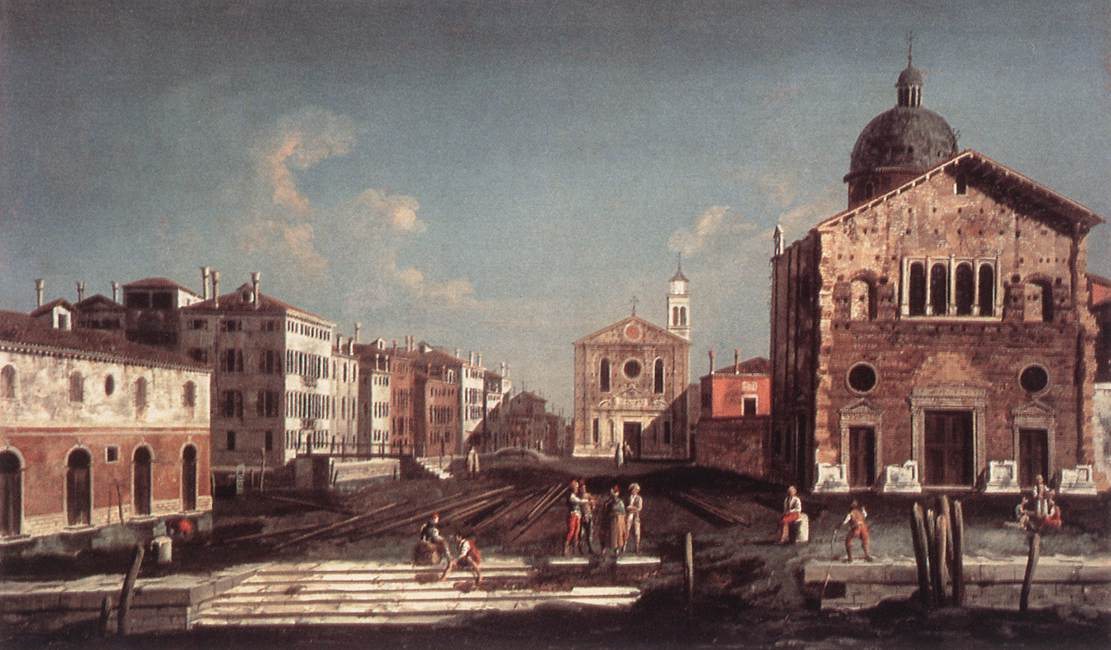
Francesco Albotto: San Giuseppe di Castello, etwa 1745

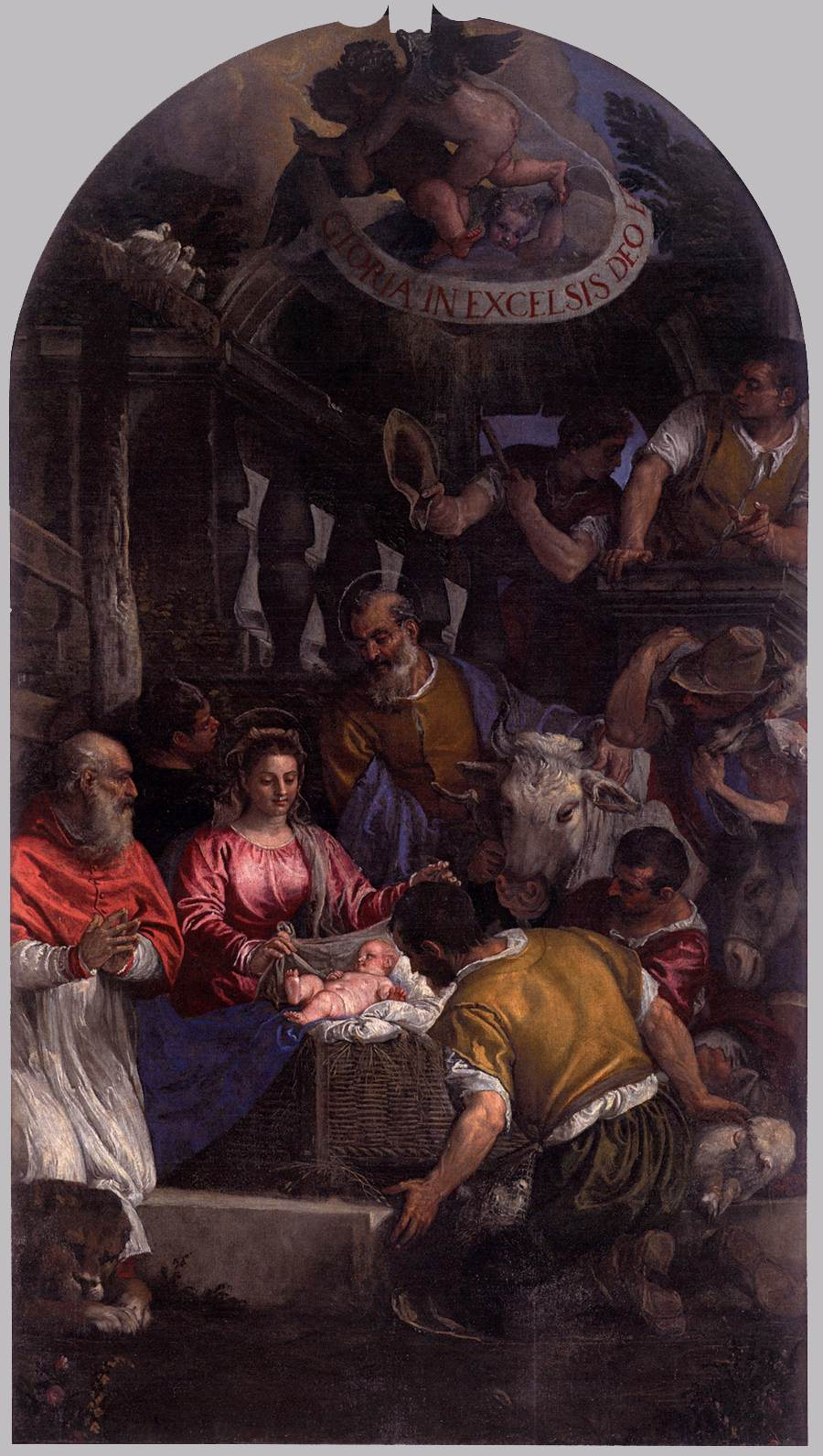
Paolo Veronese: Die Anbetung der Hirten, Öl auf Leinwand, 375 mal 182 cm, entstanden 1582/83

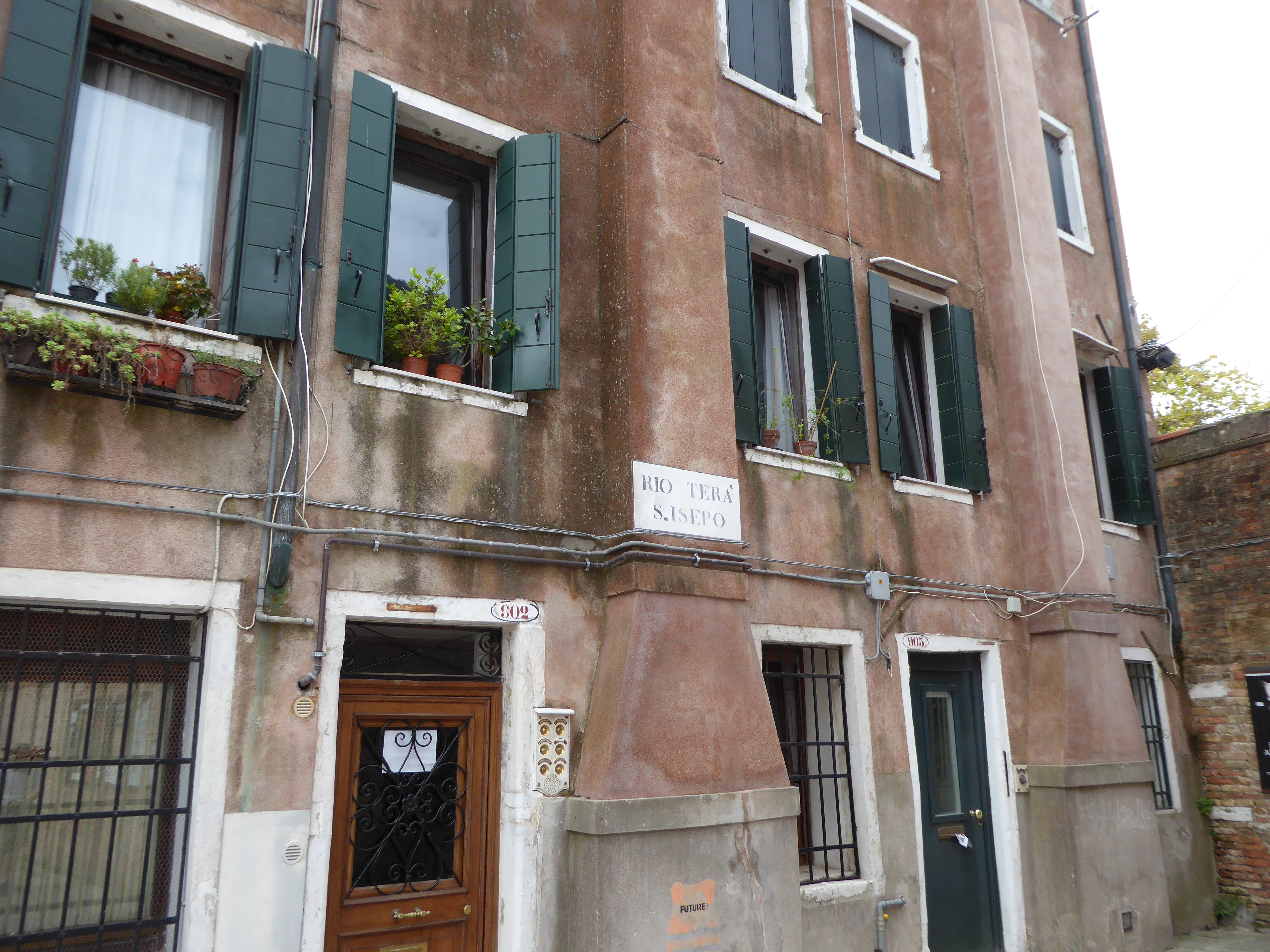
Zugeschütteter Kanal (rio terà) nahe der Kirche

Sant’Isepo, auch San Giuseppe di Castello genannt, ist eine im Osten von Venedig, im Sestiere Castello gelegene römisch-katholische Kirche, deren Patron seit 1543 Josef von Nazaret ist.

## Geschichte
Die Kirche wurde auf den am 25. Juni 1512 erfolgten Beschluss des Senats als Kirche der benachbarten Augustinerinnen wohl in den 1520er Jahren errichtet. 1543, so heißt es in einer Inschrift nahe dem Eingang, wurde die Kirche dem Namensheiligen geweiht. Zuletzt wurde die Kirche Mitte des 16. Jahrhunderts umgebaut, im Kloster lebten etwa 50 Nonnen. Bis 1801 verblieb die Kirche beim Augustinerorden.
Nach der Aufhebung des Ordens und des Klosters im Jahr 1801 unterhielt der Salesianerorden die Kirche, die als Reliquie das Herz des Franz von Sales aus Frankreich mitbrachten. Als die Salesianer ihren Sitz 1912 nach Treviso verlegten (und die besagte Reliquie dorthin mitnahmen), schenkten sie das Gebäude der Stadt Venedig. 
Das Gebäude wurde als Gemeindekirche umgewidmet und kirchenrechtlich bis 1923 der Basilika San Pietro di Castello unterstellt. Von 1923 bis 1966 war es Pfarrkirche – Pfarrer waren Don Antonio Vianello (1923–1929), Don Gino Spaventa, Don Luigi Moro (1929–1956) und Don Giorgio Bagagiolo (1956–1966) – und wurde schließlich 1966 den Salesianern Don Boscos überantwortet.
Begraben wurde in der Kirche der Doge Marino Grimani, der 1605 starb. Seine Familie hatte bereits in den 1560er Jahren für den Bau des Hauptaltars gesorgt.